# Alcyonium profundum
Alcyonium profundum is een zachte koraalsoort uit de familie Alcyoniidae. De koraalsoort komt uit het geslacht Alcyonium. Alcyonium profundum werd in 2007 voor het eerst wetenschappelijk beschreven door Stokvis & van Ofwegen. 